# はりきり社長
『はりきり社長』（はりきりしゃちょう）は、1956年7月13日に東宝系で公開された日本映画。モノクロ。スタンダード。

## 概要
『社長シリーズ』第3作にして、（傍流作品『おしゃべり社長』を除き）シリーズ唯一の一話完結編。また監督も、渡辺邦男がシリーズ唯一の登板となる。
本作から、久慈あさみが社長夫人役としてレギュラー入りする。
今まで映像ソフト化されてなかったが、2021年1月20日に東宝からDVDが発売、初のソフト化となった。

## スタッフ
- 製作：藤本真澄
- 脚本：笠原良三
- 監督：渡辺邦男
- 撮影：渡辺孝
- 照明：西川鶴三
- 美術：北川恵笥
- 録音：宮崎正信
- 音楽：松井八郎
- 編集：庵原周一
- 助監督：川西正義
- スチール：田中一清

## 出演者
- 大神田平太郎（「太陽自転車」社長）：森繁久彌
- 大神田千枝子（社長夫人。元シャンソン歌手）：久慈あさみ
- 須山和夫（社長秘書）：小林桂樹
- 松野春江（「太陽自転車」新入社員）：司葉子
- 中山桃子：中田康子
- 小島（「太陽自転車」営業部長）：三木のり平
- 企画部長：村上冬樹
- 総務部長：三原秀夫
- 宣伝部長：坊屋三郎
- 輸出部長：森川信
- 仙石：藤原釜足
- 仙石隆男（仙石の息子）：平田昭彦
- 正子：峯京子
- 中村嬢：北川町子
- 常子：一の宮あつ子
- とき子：塩沢登代路
- 工場長：山室耕
- ジョージ・マーナー（バイヤー）：ジョージ・ルイカー

## ロケ地
- 旧産経会館（太陽自転車本社）
- 銀座４丁目交差点
- 日比谷公園
- 皇居桜田濠端
- 羽田空港
- 旧伊豆ホテル（静岡県伊豆の国市長岡_取壊し）

## 同時上映
『白夫人の妖恋』
- 脚本：八住利雄 / 監督：豊田四郎 / 主演：池部良、山口淑子